# Thierry Consigny
 (janvier 2025).
Si vous disposez d'ouvrages ou d'articles de référence ou si vous connaissez des sites web de qualité traitant du thème abordé ici, merci de compléter l'article en donnant les références utiles à sa vérifiabilité et en les liant à la section « Notes et références ».
Pour les articles homonymes, voir Consigny (homonymie).
Thierry Consigny né le 28 septembre 1961 à Paris, est un  publicitaire français.

## Biographie
Il est le fils du haut fonctionnaire Pierre Consigny, le frère de l'actrice Anne Consigny, et le père du chroniqueur, écrivain et avocat Charles Consigny.
Ancien élève de l'ENA, il quitte très vite la fonction publique pour la publicité. Spécialisé dans les marques de luxe, il cofonde les agences Opéra Roux-Lambert-Consigny (1992), les Ouvriers du Paradis (1997) et l'Arsenal (2007), puis en 2008, l'agence Saltimbanque, plus orientée vers le monde artistique.
En 2006, les éditions Flammarion publient son premier livre, La Mort de Lara, récit autobiographique relatant la mort accidentelle de sa fille âgée de quatre ans.
En 2007, il écrit son deuxième livre, La Grande Vie.
Thierry Consigny est, selon son fils Charles, adhérent au Parti Communiste Français.

## Ouvrages
- 2006 : La Mort de Lara, récit, Paris, Flammarion.
- 2007 : La Grande Vie, roman, Paris, Flammarion.
- Avec son fils Charles Consigny, chroniqueur invité du Point : Le soleil, l'herbe, et une vie à gagner, Paris, JC Lattès.
- 2022 : Léopoldine, roman, Paris, Grasset.